# Aéroport d'Hanimaadhoo
L'aéroport d’Hanimaadhoo (code IATA : HAQ • code OACI : VRMH) est un aéroport maldivien situé à Hanimaadhoo, dans l'atoll administratif d'Haa Dhaalu. Aéroport domestique desservant le nord de l'archipel avec des liaisons vers la capitale Malé, il est devenu international le 2 février 2012, avec une liaison vers l'aéroport international de Trivandrum, en Inde.

## Situation
| \| 10 km1:7 410 000 \| Kulhudhuffuchi Hoarafuchi Funadhoo Maavaarulaa Hanimaadhoo Kooddoo Malé Kaadedhdhoo Kadhdhoo Maamigili Fuvahmulah Gan Dharavandhoo Thimarafushi Ifuru Kudahuvadhoo |
| 10 km1:7 410 000 |

## Compagnie aérienne et destinations
| Compagnies | Destinations                                                         |
| ---------- | -------------------------------------------------------------------- |
| Maldivian  | Dharavandhoo (en), Ifuru, Malé Velana En saison : Cochin, Trivandrum |

Edité le 3/12/2023